# Jan Majkowski
Jan Majkowski (ur. 1828, zm. 1905) – członek Centralnego Komitetu Narodowego, współautor Manifestu 22 stycznia.

## Życiorys
Urzędnik Komisji Skarbu, członek Tymczasowego Rządu Narodowego od stycznia do kwietnia 1863 roku, później komisarz powstańczy w Galicji, członek Komitetu Centralnego Narodowego.
Brat Marii Ilnickiej, która ułożyła – przyjęty 17 stycznia 1863 r. przez Komitet Centralny Narodowy – Manifest do Narodu Polskiego.